# Уорнок, Нил
Нил Уо́рнок (англ. Neil Warnock; род. 1 декабря 1948, Шеффилд, Йоркшир) — английский футболист и футбольный тренер.

## Карьера игрока
Выступал на позиции полузащитника, играя в низших английских дивизионах. В общей сложности провёл 327 игр, забив при этом 36 голов.

## Карьера тренера
Тренерскую карьеру начинал в «Гейнсборо Тринити». С января 1981 по февраль 1986 года тренировал «Бертон Альбион». В январе 1989 года переехал в Ноттингем, возглавив местный клуб третьего дивизиона «Ноттс Каунти». В период с 1993 по 1999 год руководил такими коллективами, как «Торки Юнайтед», «Хаддерсфилд Таун», «Плимут Аргайл», «Олдем Атлетик», «Бери».

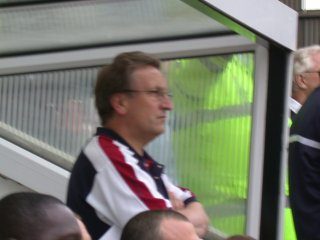
Уорнок у руля «клинков»

2 декабря 1999 года сбылась мечта Уорнока, он возглавил клуб своего детства «Шеффилд Юнайтед». В сезоне 2002/03 Уорнок сумел вывести «Шеффилд Юнайтед» в полуфинал Кубка Англии и Кубка лиги, проиграв «Ливерпулю» и «Арсеналу» соответственно. Завершив сезон на третьем месте, команда Уорнока не смогла выйти в Премьер-лигу, уступив в плей-офф «Вулверхэмптону» 0:3.
В сезоне 2005/06 «Шеффилд Юнайтед», заняв второе место, гарантировал себе место в элите английского футбола. Подопечные Уорнока хорошо зарекомендовали себя в борьбе за выживание, однако спастись от вылета не смогли. После вылета команды в чемпионшип Уорнок взял тренерский отпуск.
С октября 2007 по февраль 2010 года Уорнок возглавлял «Кристал Пэлас». 1 марта 2010 года Уорнок подписал контракт с командой чемпионшипа «Куинз Парк Рейнджерс» и помог команде избежать вылета в чемпионате.
Сезон 2010/11 выдался успешным, используя тактику 4-2-3-1 и построив игру вокруг плеймейкера Аделя Таарабта, КПР уверенно возглавил таблицу и 30 апреля 2011 года отпраздновал победу в турнире. 8 января 2012 года Уорнок был уволен после домашнего поражения от «Норвич Сити».
18 февраля 2012 года возглавил клуб второго дивизиона «Лидс Юнайтед».

## Тренерская статистика
| Команда              | Страна    | Начало работы   | Окончание работы | Результаты | Результаты | Результаты | Результаты | Результаты |
| Команда              | Страна    | Начало работы   | Окончание работы | И          | В          | Н          | П          | % побед    |
| -------------------- | --------- | --------------- | ---------------- | ---------- | ---------- | ---------- | ---------- | ---------- |
| Скарборо             | Англия    | 1 августа 1986  | 1 января 1989    | 78         | 30         | 25         | 23         | 038,46     |
| Ноттс Каунти         | Англия    | 5 января 1989   | 14 января 1993   | 209        | 90         | 49         | 70         | 043,06     |
| Хаддерсфилд Таун     | Англия    | 15 июля 1993    | 5 июня 1995      | 108        | 44         | 34         | 30         | 040,74     |
| Плимут Аргайл        | Англия    | 22 июня 1995    | 3 февраля 1997   | 88         | 35         | 24         | 29         | 039,77     |
| Олдем Атлетик        | Англия    | 21 февраля 1997 | 7 мая 1998       | 69         | 22         | 20         | 27         | 031,88     |
| Бери                 | Англия    | 2 июня 1998     | 2 декабря 1999   | 77         | 19         | 29         | 29         | 024,68     |
| Шеффилд Юнайтед      | Англия    | 2 декабря 1999  | 16 мая 2007      | 388        | 165        | 100        | 123        | 042,53     |
| Кристал Пэлас        | Англия    | 11 октября 2007 | 2 марта 2010     | 129        | 47         | 39         | 43         | 036,43     |
| Куинз Парк Рейнджерс | Англия    | 2 марта 2010    | 8 января 2012    | 84         | 33         | 27         | 24         | 039,29     |
| Лидс Юнайтед         | Англия    | 18 февраля 2012 | 1 апреля 2013    | 63         | 23         | 15         | 25         | 036,51     |
| Кристал Пэлас        | Англия    | 27 августа 2014 | 27 декабря 2014  | 17         | 3          | 6          | 8          | 017,65     |
| Куинз Парк Рейнджерс | Англия    | 4 ноября 2015   | 4 декабря 2015   | 4          | 2          | 1          | 1          | 050,00     |
| Ротерем Юнайтед      | Англия    | 11 февраля 2016 | 18 мая 2016      | 16         | 6          | 6          | 4          | 037,50     |
| Кардифф Сити         | Англия    | 5 октября 2016  | 11 ноября 2019   | 144        | 59         | 29         | 56         | 040,97     |
| Мидлсбро             | Англия    | 23 июня 2020    | 6 ноября 2021    | 75         | 29         | 14         | 32         | 038,67     |
| Хаддерсфилд Таун     | Англия    | 16 февраля 2023 | 20 сентября 2023 | 24         | 9          | 6          | 9          | 037,50     |
| Абердин              | Шотландия | 5 февраля 2024  | 9 марта 2024     | 8          | 2          | 2          | 4          | 025,00     |
| Всего                | Всего     | Всего           | Всего            | 1899       | 763        | 501        | 635        | 040,18     |

## Личная жизнь
Уорнок — болельщик «Шеффилд Юнайтед».